# Mystacoleucus lepturus
Mystacoleucus lepturus är en fiskart som beskrevs av Huang, 1979. Mystacoleucus lepturus ingår i släktet Mystacoleucus och familjen karpfiskar. IUCN kategoriserar arten globalt som sårbar. Inga underarter finns listade i Catalogue of Life.